# High Roller for One Drop 2013
Das High Roller for One Drop 2013 war die erste Austragung dieses Pokerturniers. Es wurde vom 26. bis 28. Juni 2013 im Rahmen der World Series of Poker im Rio All-Suite Hotel and Casino in Paradise am Las Vegas Strip ausgespielt und war mit seinem Buy-in von 111.111 US-Dollar das teuerste Pokerturnier des Jahres 2013.

## Struktur

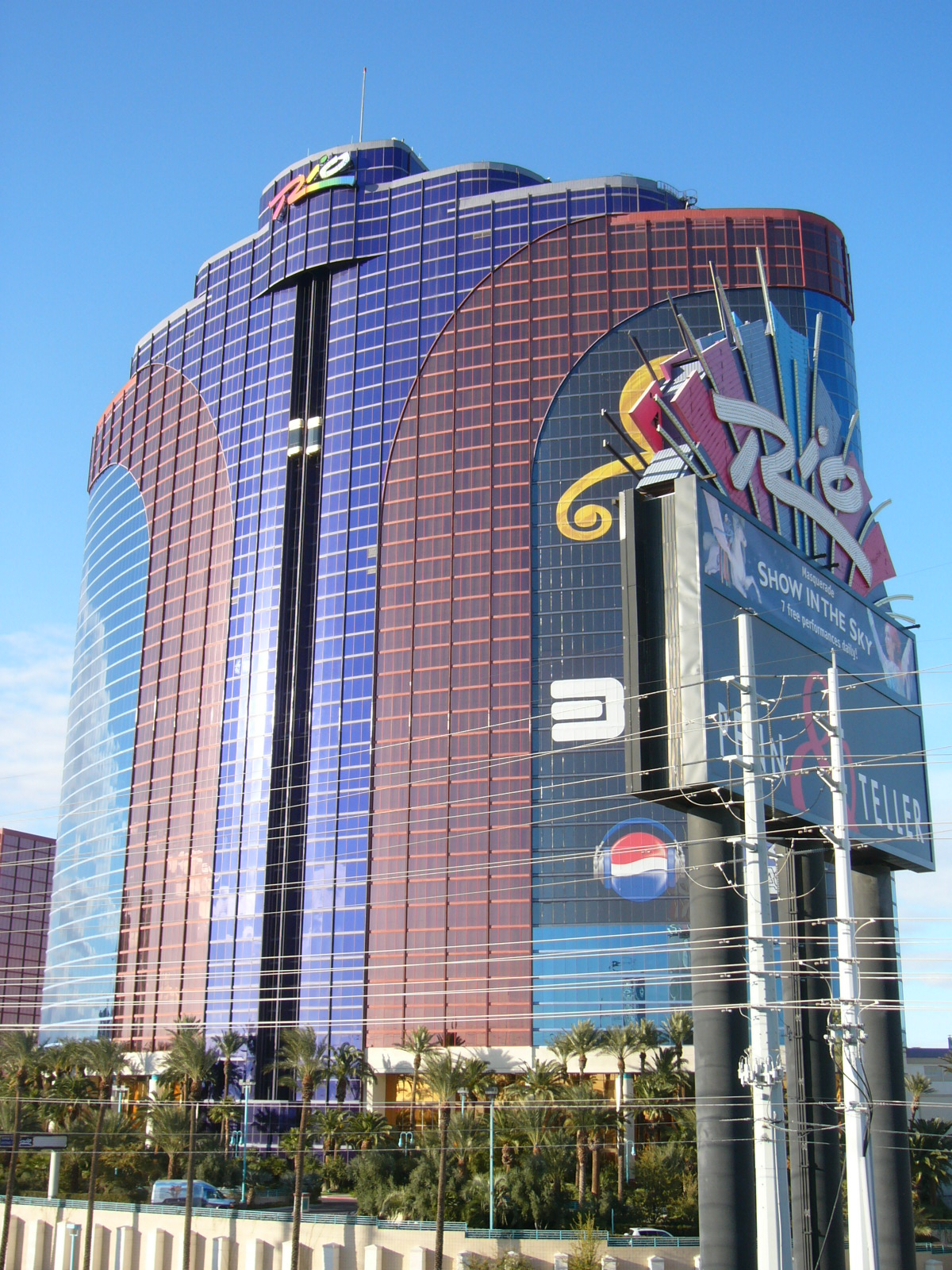
Das Rio All-Suite Hotel and Casino am Las Vegas Strip

Das High-Roller-Turnier in der Variante No Limit Hold’em war das 47. Turnier der World Series of Poker 2013 und das teuerste Event auf dem Turnierplan. Insgesamt nahmen 166 Spieler teil, die einen Preispool von knapp 18 Millionen US-Dollar generierten.

## Ergebnisse
Sieger Anthony Gregg erhielt neben dem Preisgeld ein Bracelet. Für die Teilnehmer gab es 24 bezahlte Plätze:
| Platz | Herkunft           | Spieler              | Preisgeld (in $) |
| ----- | ------------------ | -------------------- | ---------------- |
| 1     | Vereinigte Staaten | Anthony Gregg        | 4.830.619        |
| 2     | Vereinigte Staaten | Chris Klodnicki      | 2.985.495        |
| 3     | Vereinigte Staaten | Bill Perkins         | 1.965.163        |
| 4     | Vereinigte Staaten | Antonio Esfandiari   | 1.433.438        |
| 5     | Vereinigte Staaten | Richard Fullerton    | 1.066.491        |
| 6     | Schweden           | Martin Jacobson      | 0.807.427        |
| 7     | Vereinigte Staaten | Brandon Steven       | 0.621.180        |
| 8     | Vereinigte Staaten | Nick Schulman        | 0.485.029        |
| 9     | Vereinigte Staaten | Olivier Busquet      | 0.384.122        |
| 10    | Vereinigte Staaten | Lawrence Greenberg   | 0.384.122        |
| 11    | Vereinigte Staaten | Connor Drinan        | 0.308.622        |
| 12    | Vereinigte Staaten | Jeremy Ausmus        | 0.308.622        |
| 13    | Vereinigte Staaten | Matt Glantz          | 0.251.549        |
| 14    | Deutschland        | Martin Finger        | 0.251.549        |
| 15    | Vereinigte Staaten | Blake Bohn           | 0.208.968        |
| 16    | Vereinigte Staaten | Mike Sexton          | 0.208.968        |
| 17    | Vereinigte Staaten | Daniel Alaei         | 0.173.723        |
| 18    | Vereinigte Staaten | Andrew Lichtenberger | 0.173.723        |
| 19    | Vereinigte Staaten | Phil Laak            | 0.173.723        |
| 20    | Vereinigte Staaten | Shaun Deeb           | 0.173.723        |
| 21    | Vereinigte Staaten | Jason Koon           | 0.173.723        |
| 22    | Vereinigte Staaten | Farshad Fardad       | 0.173.723        |
| 23    | Vereinigte Staaten | Dan Shak             | 0.173.723        |
| 24    | Vereinigte Staaten | Steve Gross          | 0.173.723        |